# علی کریمی فیروزجایی
علی کریمی فیروزجایی (زادهٔ ۱۳۵۱) نماینده حوزه انتخابیه بابل در دوره‌های هشتم و یازدهم مجلس شورای اسلامی، عضو هیئت رئیسه مجلس یازدهم بوده است. او در انتخابات دوره هشتم و یازدهم از حوزه انتخابیه بابل به مجلس شورای اسلامی راه پیدا کرد. وی هم اکنون دبیرکل جامعه اسلامی فرهنگیان کشور و عضو‌ هیئت امنای دانشگاه پیام نور کشور و همچنین هیئت رئیسه فدراسیون سوارکاری جمهوری اسلامی ایران و رئیس هیئت سوارکاری استان تهران و هیئت علمی دانشگاه می باشد.